# Haven van Oostende

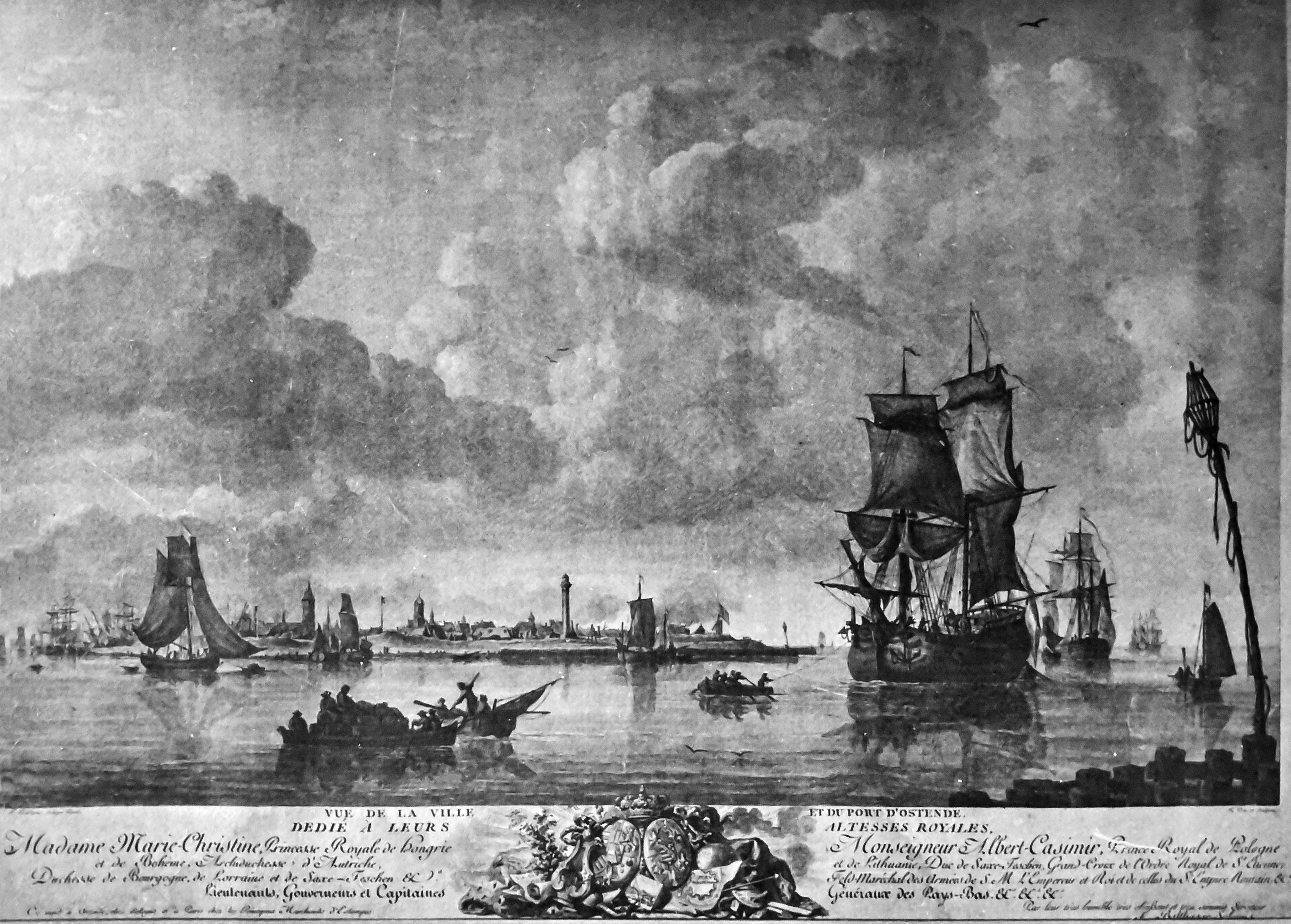
Gezicht op Oostende (reproductiegravure uit 1783 naar Frans Solvyns)

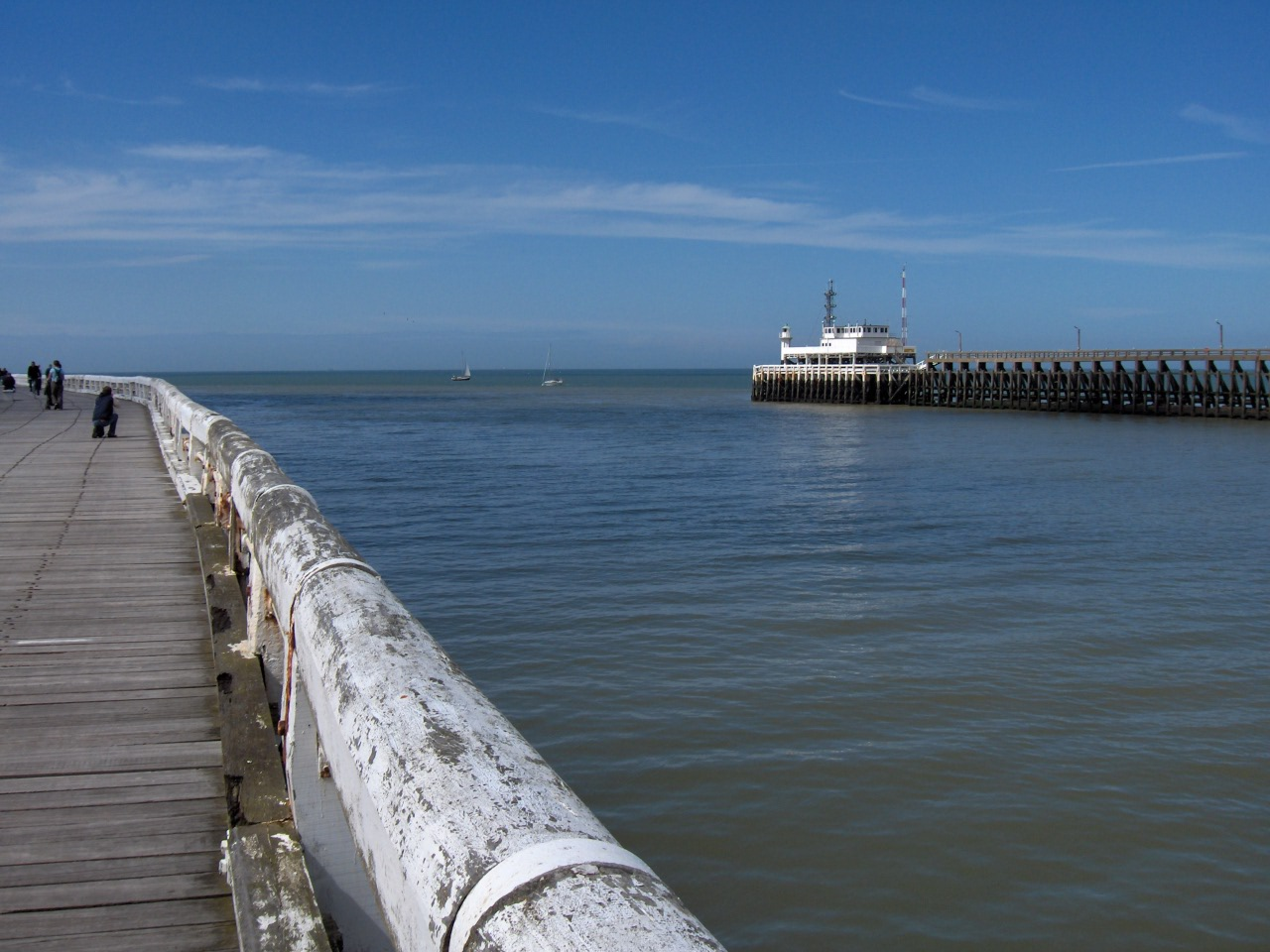
Ingang van de havengeul (2005)

De Haven van Oostende is een zeehaven in de Belgische stad Oostende. Het is na de haven van Brugge-Zeebrugge de grootste kusthaven in België.

## Activiteiten

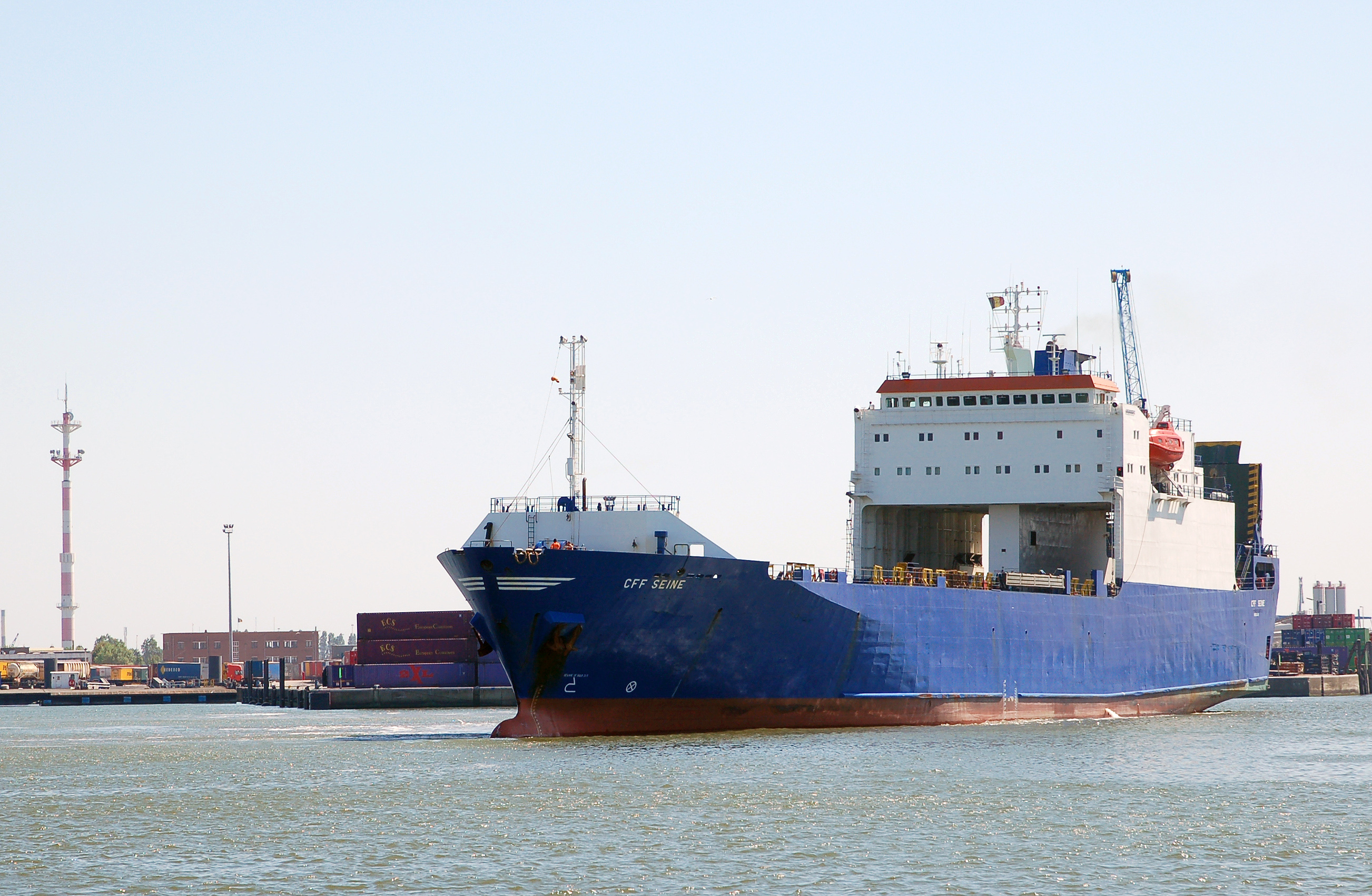
CFF Seine in de haven van Oostende

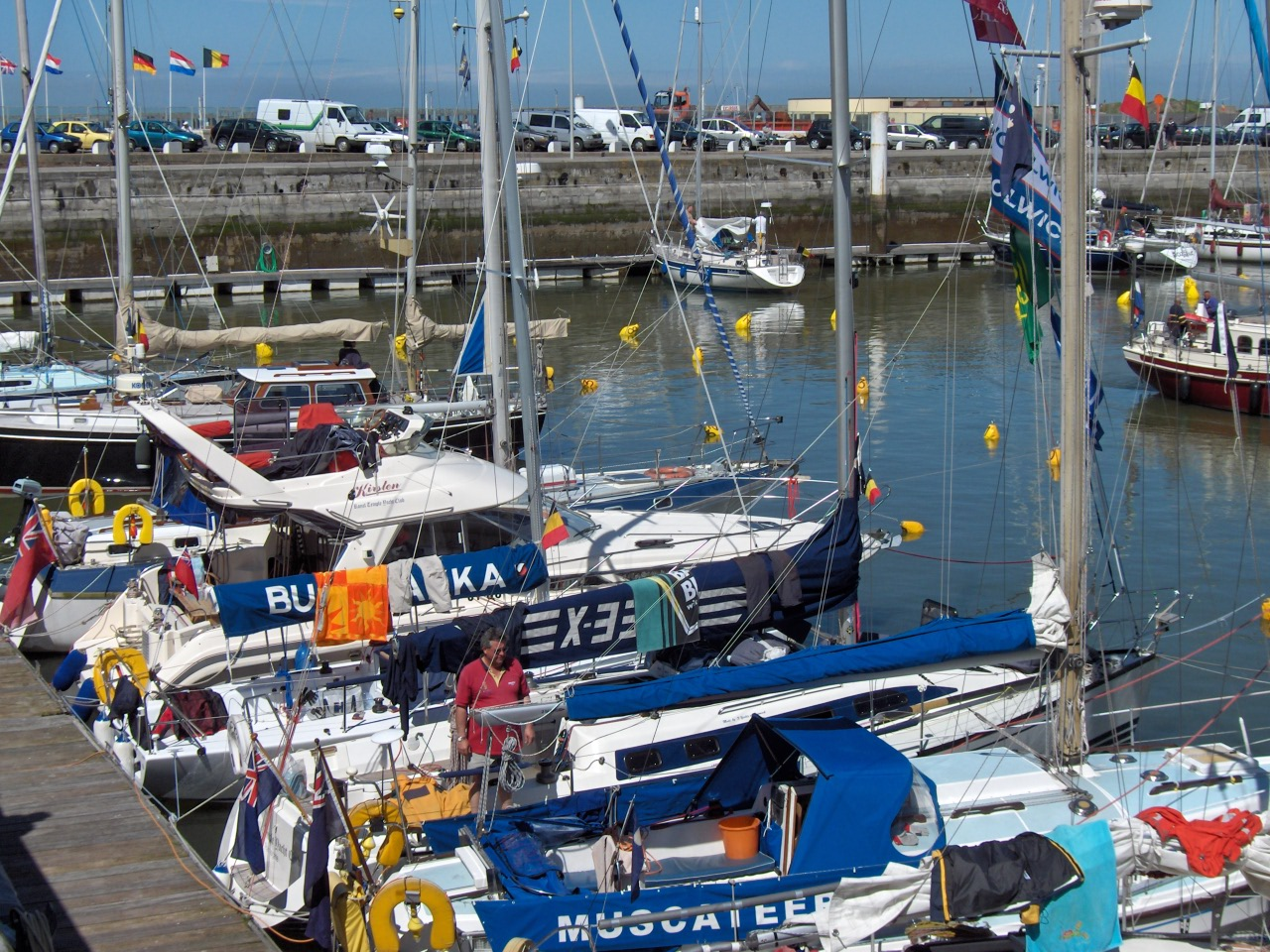
De jachthaven van Oostende

Vroeger was deze haven een vrije vaarhaven. Sinds de opening van de kanaaltunnel is het personenvervoer vanuit Oostende sterk verminderd; daarvoor was het de grootste haven van België op het gebied van passagiersvervoer. Tegenwoordig is vooral het vrachtverkeer van belang en wordt de haven gebruikt voor roll-on-roll-offvervoer. De haven wordt ook gebruikt voor containervervoer en ander goederenvervoer. De meeste schepen komen van Groot-Brittannië. De haven heeft ook een terminal voor ferry's en cruiseschepen. Naast de haven liggen in Oostende ook een visserijhaven en de Mercatorjachthaven.

## Geschiedenis
In de middeleeuwen verkreeg de stad Oostende haar stadsrechten en deed men er aan kustvisserij. De kuststad leed in die tijd echter nog onder stormen en overstromingen, en verdween eind 14de eeuw in de zee. De stad werd weer opgetrokken en in de eerste helft van de 15de eeuw vroegen de inwoners de toestemming om een haven te graven. De havengeul en de dijken zouden de stad beschermen tegen de zee. De haveningang lag aan de westkant van de stad. In de 16de eeuw leed de stad onder de strijd tussen de Geuzen en de Spanjaarden, en toen bij deze strijd de duinen aan de westkant van de stad waren doorgestoken, werd in 1584 de huidige haven begonnen aan de oostkant.

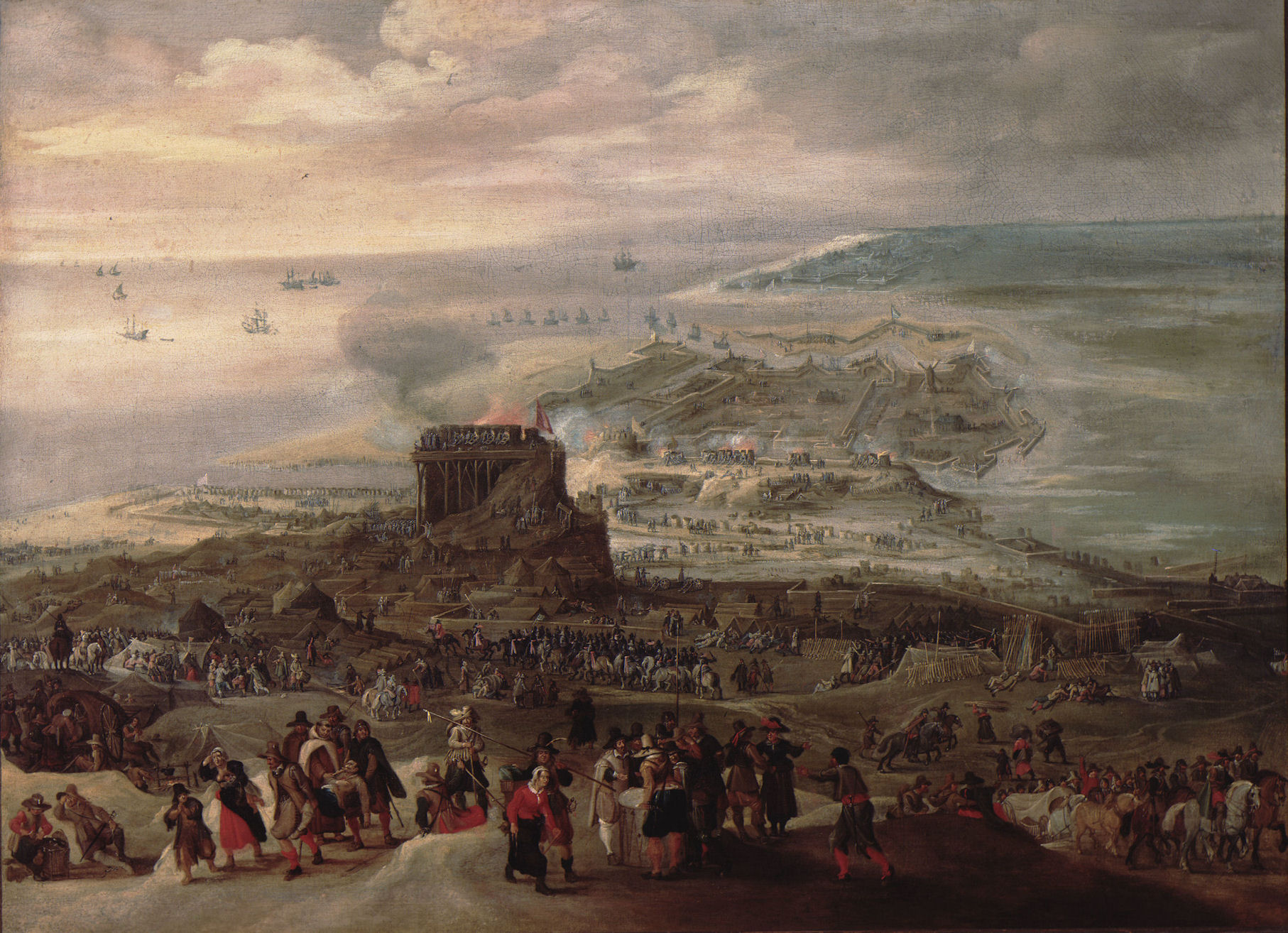
Beleg van Oostende (Pieter Snayers)

Tijdens het Beleg van Oostende (1601-1604) won de haven aan belang. Oostende was uitgegroeid van visserstadje tot een versterkte stad, en de haven was nodig voor de aanvoer van voorraden en manschappen. Na het beleg ontwikkelde Oostende zich tot een haven voor kaapvaart. De oude haven werd opgevuld en de oostelijke vaargeul werd gebruikt als haveningang.
In de 18de eeuw bloeide Oostende als handelshaven. Onder keizer Karel VI werd in 1722 de Oostendse Compagnie opgericht, maar de activiteiten werden in 1727 weer opgeschort onder druk van Frankrijk, Engeland en de Verenigde Provinciën en in 1731 werd de compagnie definitief geschorst. Tijdens de Amerikaanse Onafhankelijkheidsoorlog in de tweede helft van die eeuw was Oostende de enige neutrale haven in West-Europa, en als vrijhaven kreeg Oostende meer trafiek te verwerken. De zeeoorlog van 1778 tussen Frankrijk en Engeland, die Holland vanaf 1780 meesleepte, leverde de haven van Oostende tot aan de vrede van 1783 een voldoende langdurige bedrijvigheid op om handel en nijverheid een ontwikkeling te doen kennen, die sedert de 16e eeuw niet meer was voorgekomen. In die periode vond voor het eerst een belangrijke slaventrafiek plaats vanuit Oostende, begonnen door Frederik Romberg in 1780. Ook Mason, Blundell en Masterson gebruikten Oostende als schakel in de Trans-Atlantische driehoekshandel. Het aantal binnengelopen schepen boomde van ongeveer 400 naar 1560 en haalde reeds in 1781 het record van 2892 bodems, terwijl tal van Hollandse en Engelse huizen zich in de stad vestigden, de dokken vergroot moesten worden en Oostende in juni 1781 tot vrijhaven werd verklaard. Omwille van deze groei werden drie handelsdokken gegraven. Oostende werd zo de drukste veerhaven van en naar Engeland. Onder het Verenigd Koninkrijk der Nederlanden werden er nog nieuwe dokken in gebruik genomen.
In 1846 startte de eerste vaste veerdienst op de Oostende-Doverlijn, toen het schip Chemin de Fer in de vaart werd genomen. Meer dan 150 jaar lang zou de Regie voor Maritiem Transport (RMT) deze veerdienst verzorgen. Door het toenemend scheepsverkeer en mede doordat schepen langer werden, moest tegen het eind van de 19de eeuw de haven heringericht en vergroot worden.
In de 20ste eeuw deed de haven verder dienst als handels-, passagiers- en vissershaven, alsook als haven voor pleziervaart. Na de Tweede Wereldoorlog fungeerde de haven ook als marinebasis, deze rol werd uiteindelijk door de Marinebasis Zeebrugge in de Haven van Zeebrugge overgenomen.
Begin 21ste eeuw werd de havengeul verdiept en verbreed voor de groei van de haven en de bescherming van de stad. Het Oosterstaketsel werd in 2007 afgebroken en twee nieuwe havendammen werden opgeworpen.

## Infrastructuur
- Geule
- Havengeul
- Montgomerydok
  - Mercatorjachthaven
- Visserijsluis
  - Vuurtorendok
  - Visserijdok
- Tijdok
- Zeewezendok
- Voorhaven
- Demeysluis
  - Vlotdok
  - Houtdok
  - Zwaaidok
  - Doksluis